# Pontcharra-sur-Turdine
Pontcharra-sur-Turdine és un municipi francès situat al departament del Roine i a la regió d'Alvèrnia-Roine-Alps. L'any 2007 tenia 2.466 habitants.

## Demografia[Cal actualitzar]

### Població
El 2007 la població de fet de Pontcharra-sur-Turdine era de 2.466 persones. Hi havia 982 famílies de les quals 248 eren unipersonals (95 homes vivint sols i 153 dones vivint soles), 326 parelles sense fills, 344 parelles amb fills i 64 famílies monoparentals amb fills.
La població ha evolucionat segons el següent gràfic:
Habitants censats

### Habitatges
El 2007 hi havia 1.077 habitatges, 989 eren l'habitatge principal de la família, 13 eren segones residències i 75 estaven desocupats. 759 eren cases i 315 eren apartaments. Dels 989 habitatges principals, 675 estaven ocupats pels seus propietaris, 295 estaven llogats i ocupats pels llogaters i 19 estaven cedits a títol gratuït; 33 tenien una cambra, 60 en tenien dues, 165 en tenien tres, 310 en tenien quatre i 421 en tenien cinc o més. 681 habitatges disposaven pel capbaix d'una plaça de pàrquing. A 425 habitatges hi havia un automòbil i a 461 n'hi havia dos o més.

### Piràmide de població
La piràmide de població per edats i sexe el 2009 era:
| Homes | Edats   | Dones |
| ----- | ------- | ----- |
| 0     | 95 o +  | 0     |
| 8     | 90 a 94 | 8     |
| 8     | 85 a 89 | 28    |
| 8     | 80 a 84 | 24    |
| 44    | 75 a 79 | 56    |
| 44    | 70 a 74 | 44    |
| 40    | 65 a 69 | 48    |
| 40    | 60 a 64 | 44    |
| 96    | 55 a 59 | 60    |
| 56    | 50 a 54 | 96    |
| 88    | 45 a 49 | 52    |
| 88    | 40 a 44 | 100   |
| 64    | 35 a 39 | 68    |
| 56    | 30 a 34 | 56    |
| 60    | 25 a 29 | 56    |
| 72    | 20 a 24 | 68    |
| 89    | 15 a 19 | 76    |
| 68    | 10 a 14 | 80    |
| 60    | 5 a 9   | 56    |
| 52    | 0 a 4   | 52    |

## Economia
El 2007 la població en edat de treballar era de 1.554 persones, 1.170 eren actives i 384 eren inactives. De les 1.170 persones actives 1.085 estaven ocupades (591 homes i 494 dones) i 85 estaven aturades (39 homes i 46 dones). De les 384 persones inactives 169 estaven jubilades, 112 estaven estudiant i 103 estaven classificades com a «altres inactius».

### Ingressos
El 2009 a Pontcharra-sur-Turdine hi havia 1.012 unitats fiscals que integraven 2.587 persones, la mediana anual d'ingressos fiscals per persona era de 18.393 €.

### Activitats econòmiques
Dels 167 establiments que hi havia el 2007, 3 eren d'empreses extractives, 3 d'empreses alimentàries, 2 d'empreses de fabricació de material elèctric, 24 d'empreses de fabricació d'altres productes industrials, 25 d'empreses de construcció, 36 d'empreses de comerç i reparació d'automòbils, 7 d'empreses de transport, 9 d'empreses d'hostatgeria i restauració, 7 d'empreses financeres, 6 d'empreses immobiliàries, 20 d'empreses de serveis, 18 d'entitats de l'administració pública i 7 d'empreses classificades com a «altres activitats de serveis».
Dels 41 establiments de servei als particulars que hi havia el 2009, 1 era una oficina de correu, 1 una oficina bancària, 4 tallers de reparació d'automòbils i de material agrícola, 1 taller d'inspecció tècnica de vehicles, 2 autoescoles, 2 paletes, 4 guixaires pintors, 6 fusteries, 5 lampisteries, 6 electricistes, 2 perruqueries, 1 veterinari, 4 restaurants, 1 agència immobiliària i 1 saló de bellesa.
Dels 11 establiments comercials que hi havia el 2009, 1 era un supermercat, 1 una botiga de menys de 120 m², 2 fleques, 2 carnisseries, 1 una botiga de mobles, 2 botigues de material esportiu i 2 floristeries.
L'any 2000 a Pontcharra-sur-Turdine hi havia 14 explotacions agrícoles que ocupaven un total de 264 hectàrees.

## Equipaments sanitaris i escolars
L'únic equipament sanitari que hi havia el 2009 era una farmàcia.
El 2009 hi havia 1 escola maternal i 2 escoles elementals.

## Poblacions més properes
El següent diagrama mostra les poblacions més properes.